# Emily Blunt

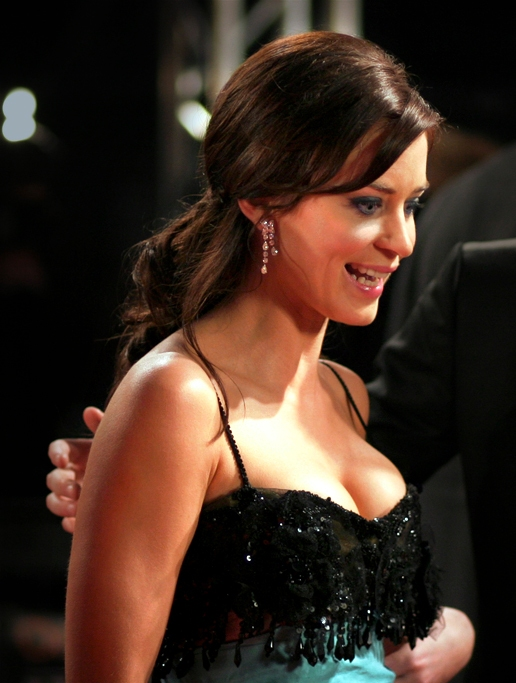
Emily Blunt în februarie 2007

Emily Olivia Laura Blunt (n. 23 februarie 1983, Greater London, Anglia, Regatul Unit) este o actriță britanică. Este cunoscută în special pentru rolul din filmul My summer of love (2004), pentru care critica de specialitate a apreciat-o și a intrat în atenția publicului. Pentru rolul din filmul Diavolul se îmbracă de la Prada (2006) a fost nominalizată la Premiile Globul de Aur și BAFTA. A jucat atât în producții americane cât și în unele englezești. În anul 2007 a câștigat Premiul Globul de Aur pentru cea mai bună actriță în miniseria de televiziune Gideon's Daughter.

## Biografie
S-a născut la Londra și este al doilea din cei patru copii ai Joannei (o fostă actriță și profesoară de engleză) și Oliver Blunt (avocat). Face actorie de la 16 ani, când a fost descoperită de un agent și astfel și-a început cariera. A fost împreună cu Michael Bublé, un cântăreț canadian, pe care l-a cunoscut la premiile televiziunii australiene Logie. Mai mult, Emily a și înregistrat împreună cu partenerul său de atunci mai multe piese de pe albumul "Call Me Irresponsible".

## Filmografie
- 2003 Regina războinică (film TV)
- 2010 Punct ochit, punct...iubit!
- 2011 La pescuit în deșert (Salmon Fishing in the Yemen), regia Lasse Hallström
- 2011 The Adjustment Bureau
- 2012 Looper: Asasin în viitor
- 2018 Mary Poppins: Return